# Heart Full of Sky
Heart Full of Sky is een studioalbum van de Britse band Mostly Autumn uit 2006/2007.
Mostly Autumn heeft dan al enige tijd zelf de touwtjes in handen. Na een tijdje “weggeweest te zijn”, zijn ze nu terug. Ze hebben hun eigen platenlabel opgericht. Via de website vragen ze fans een nieuw album voor te financieren; fans kopen bij voorbaat het nieuwe album van de groep, die dan voor de fans extra tracks bevat. Na verloop van tijd wordt dan ook een release gegeven via de normale verkoopkanalen. Onderstaande tekst is gemaakt aan de hand van de commerciële uitgave.
In het begin van de band kregen ze naam een kopie te worden van Pink Floyd. In de loop van de jaren 00 van de 21e eeuw trekt dat langzaam over. De songs komen dichter in de buurt bij Arena, donker getinte en stemmige liedjes vormen dit album. Uiteraard blijven de gitaarsoli een belangrijk onderdeel van hun muziek.

## Musici
- Bryan Josh – zang, gitaar;
- Heather Findlay – zang, percussie;
- Chris Johnson – toetsen; zang; (eerste album)
- Angela Gordon – fluit, klarinet en blokfluit; (laatste album)
- Liam Davidson – slide-gitaar;
- Andy Smith – basgitaar;
- Andrew Jennings – drums; (laatste album)
- Olivia Sparnenn - achtergrondzang (eerste album).

met:
- Anne-Marie Helder - achtergrondzang (2,4,5,10,11)
- Troy Donockley - Uillean pipes (5,11), low whistle (10)
- Peter Knight - viool (5,6,10) en achtergrondzang (11)
- David "Much" Moore - Hammondorgel (2,5)
- Roger Newport - achtergrondzang (11)
- Mark Gordon - achtergrondzang (11)

Bovenstaand zijn alleen de belangrijkste instrumenten genoemd; met name Josh is multi-instrumentalist en speelt allerlei andere muziekinstrumenten op alle tracks.

## Composities
1. Fading Colours; (Josh)
2. Half a Word; (Findlay)
3. Pocket Watch; (Josh)
4. Blue Light; (Johnson)
5. Walk with a Storm;(Josh)
6. Find the Sun; (Findlay/Josh)
7. Ghost;( Josh)
8. Broken; (Josh/Findlay)
9. Silver Glass;( Johnson)
10. Further from Home; (Josh)
11. Dreaming (Josh).

De niet-commerciële uitgave bevat nog enkele tracks.
Het album is opgenomen in diverse studios: Fairview Studios, Chapel Studios, Fulshaw Barn en Nautical.